# Orepukia
Orepukia is een geslacht van spinnen uit de  familie van de Agelenidae (trechterspinnen).

## Soorten
- Orepukia alta Forster & Wilton, 1973
- Orepukia catlinensis Forster & Wilton, 1973
- Orepukia dugdalei Forster & Wilton, 1973
- Orepukia egmontensis Forster & Wilton, 1973
- Orepukia florae Forster & Wilton, 1973
- Orepukia geophila Forster & Wilton, 1973
- Orepukia grisea Forster & Wilton, 1973
- Orepukia insula Forster & Wilton, 1973
- Orepukia nota Forster & Wilton, 1973
- Orepukia nummosa (Hogg, 1909)
- Orepukia orophila Forster & Wilton, 1973
- Orepukia pallida Forster & Wilton, 1973
- Orepukia poppelwelli Forster & Wilton, 1973
- Orepukia prina Forster & Wilton, 1973
- Orepukia rakiura Forster & Wilton, 1973
- Orepukia redacta Forster & Wilton, 1973
- Orepukia riparia Forster & Wilton, 1973
- Orepukia sabua Forster & Wilton, 1973
- Orepukia similis Forster & Wilton, 1973
- Orepukia simplex Forster & Wilton, 1973
- Orepukia sorenseni Forster & Wilton, 1973
- Orepukia tanea Forster & Wilton, 1973
- Orepukia tonga Forster & Wilton, 1973
- Orepukia virtuta Forster & Wilton, 1973